# 宗像義忠
宗像 義忠（むなかた よしただ、1954年7月26日 - ）は日本中央競馬会 (JRA) 美浦トレーニングセンターに所属していた元調教師。

## 略歴
1980年に高橋英夫厩舎の調教助手となり、1992年に調教師免許を取得し、1993年に厩舎を開業。
初出走は同年3月6日中山競馬第4競走のマイリッキーサンで8着、初勝利は同年6月27日福島競馬第1競走のトライアムで、のべ21頭目であった。 
2001年の新潟2歳ステークスをバランスオブゲームで制し、初の重賞勝利を挙げる。
騎手では田中勝春の起用が多く、田中とのコンビで189勝をあげた
2022年、中京競馬場で行われた第52回高松宮記念にてデビューから2018年まで自厩舎に所属していた丸田恭介を鞍上に起用したナランフレグで同レースを制し、開業30年目にして初のG1制覇を成し遂げた。
2025年3月4日付けで70歳定年に伴い、調教師を引退した。

## 調教師成績
|            | 日付           | 競馬場・開催  | 競走名          | 馬名               | 頭数 | 人気 | 着順 |
| ---------- | -------------- | ------------- | --------------- | ------------------ | ---- | ---- | ---- |
| 初出走     | 1993年3月6日   | 2回中山3日4R  | 4歳新馬         | マイリッキーサン   | 16頭 | 15   | 8着  |
| 初勝利     | 1993年6月27日  | 1回福島4日1R  | アラ系3歳未勝利 | トライアム         | 5頭  | 4    | 1着  |
| 重賞初出走 | 1994年7月23日  | 2回札幌5日10R | タマツバキ記念  | トライアム         | 15頭 | 14   | 10着 |
| 重賞初勝利 | 2001年9月2日   | 2回新潟8日11R | 新潟2歳S        | バランスオブゲーム | 10頭 | 5    | 1着  |
| GI初出走   | 1998年12月13日 | 5回中山4日11R | 朝日杯3歳S      | バイオマスター     | 14頭 | 4    | 3着  |
| GI初勝利   | 2022年3月27日  | 2回中京6日11R | 高松宮記念      | ナランフレグ       | 18頭 | 8    | 1着  |

## 代表管理馬
※括弧内は当該馬の優勝重賞競走、太字はGI級競走。
- バランスオブゲーム（2001年新潟2歳ステークス、2002年弥生賞、セントライト記念、2003年毎日王冠、2005年中山記念、2006年中山記念、オールカマー）
- シンコウカリド（2001年セントライト記念）
- ウインブレイズ（2002年カブトヤマ記念、福島記念、2003年鳴尾記念）
- ウイングレット（2005年中山牝馬ステークス）
- アブソリュート（2009年東京新聞杯、富士ステークス）
- フェイムゲーム（2013年京成杯、2014年ダイヤモンドステークス、アルゼンチン共和国杯、2015年ダイヤモンドステークス、2017年目黒記念、2018年ダイヤモンドステークス）
- ユメロマン（農業高校の生産馬）
- ウインキートス（2021年目黒記念）
- ナランフレグ（2022年高松宮記念）
- ラーグルフ（2023年中山金杯）
- シリウスコルト（2024年ラジオNIKKEI賞2着、弥生賞ディープインパクト記念3着）※田中勝春厩舎転厩後の2025年に新潟大賞典優勝

出典: